# Christoffer Nilsson
Christoffer Nilsson (ur. 4 kwietnia 1986 roku) – szwedzki zapaśnik walczący w stylu klasycznym. Dziesiąty na igrzyskach europejskich w 2015. Szósty w Pucharze Świata w 2015. Cztery razy na podium mistrzostw nordyckich w latach 2011 – 2015.
Mistrz Szwecji w 2008 i 2013 roku.